# Characoma submediana
Characoma submediana är en fjärilsart som beskrevs av Edward P. Wiltshire 1917. Characoma submediana ingår i släktet Characoma och familjen trågspinnare. Inga underarter finns listade i Catalogue of Life.